# Municipio de Watson (condado de Warren)
El municipio de Watson (en inglés: Watson Township) es un municipio ubicado en el condado de Warren en el estado estadounidense de Pensilvania. En el año 2000 tenía una población de 322 habitantes y una densidad poblacional de 3 personas por km².

## Geografía
El municipio de Watson se encuentra ubicado en las coordenadas 41°42′00″N 79°15′59″O / 41.70000, -79.26639.

## Demografía
Según la Oficina del Censo en 2000 los ingresos medios por hogar en la localidad eran de $36,750 y los ingresos medios por familia eran $46,458. Los hombres tenían unos ingresos medios de $39,375 frente a los $23,750 para las mujeres. La renta per cápita para la localidad era de $15,909. Alrededor del 7,7% de la población estaban por debajo del umbral de pobreza.